# Siniša Belamarić
Siniša Belamarić je bivši hrvatski vaterpolist, državni reprezentativac, srebrni s europskog prvenstva 1977. u Jönköpingu.
Igrao je za za hrvatski klub Solaris te za srbijanski klub Partizan iz Beograda. S "malom hrvatskom reprezentacijom" u Partizanu (Dušan Antunović, Zoran Janković, Siniša Belamarić, Felice Tedeschi, Uroš Marović - došao iz Splita, trener Vlaho Orlić) osvojio je Kup europskih prvaka 1970./71., Kup europskih prvaka 1974./75. ("malu Hrvatsku" u Partizanu činili su: Ratko Rudić, Dušan Antunović, Siniša Belamarić, Uroš Marović, trener Vlaho Orlić) te Kup europskih prvaka 1975./76. ("malu Hrvatsku" u Partizanu činili su: Ratko Rudić, Dušan Antunović, Siniša Belamarić, Uroš Marović, trener Vlaho Orlić)